# Storia del Purgatorio

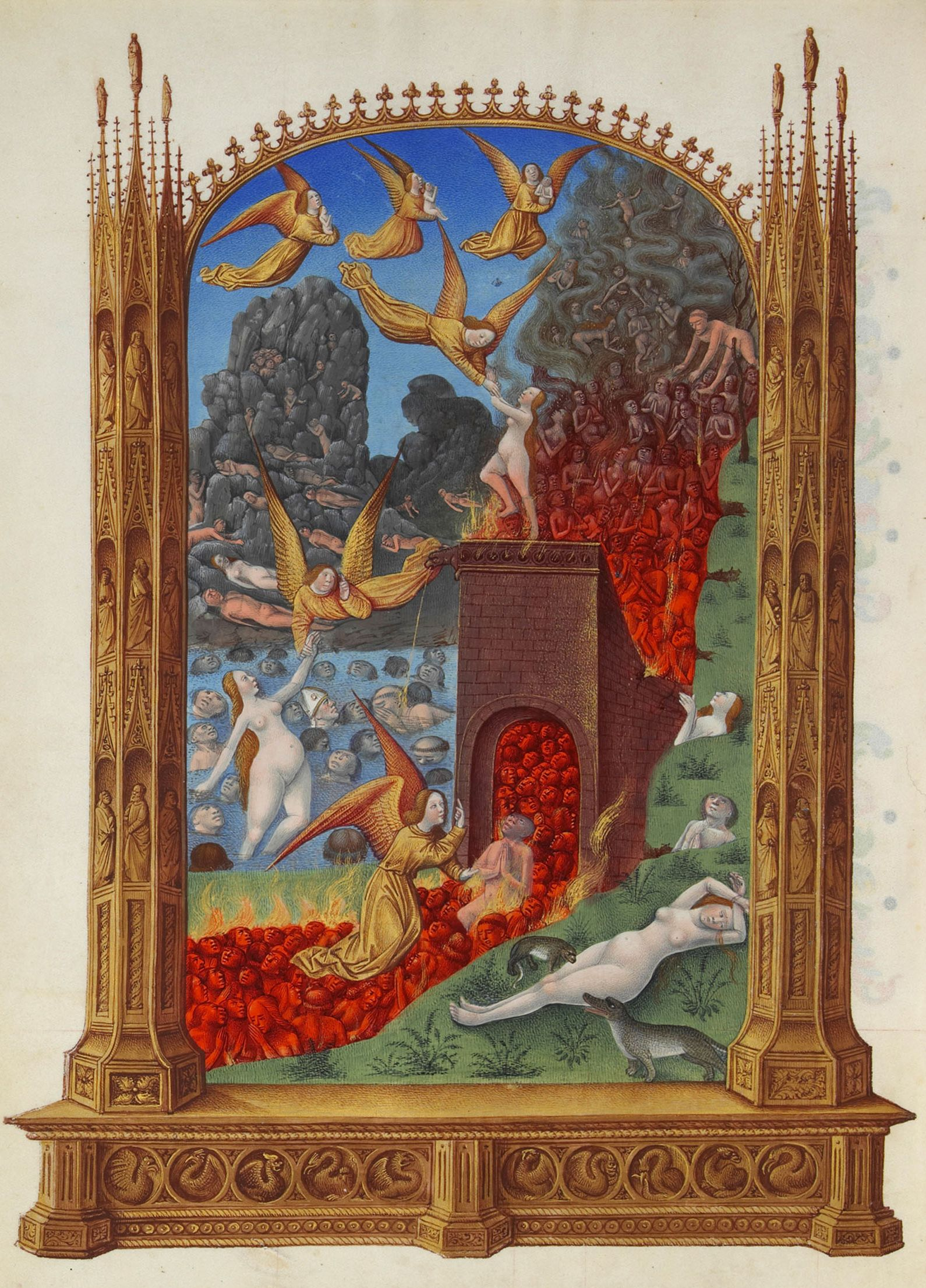
Immagine di un Purgatorio infuocato nel Très riches heures du Duc de Berry

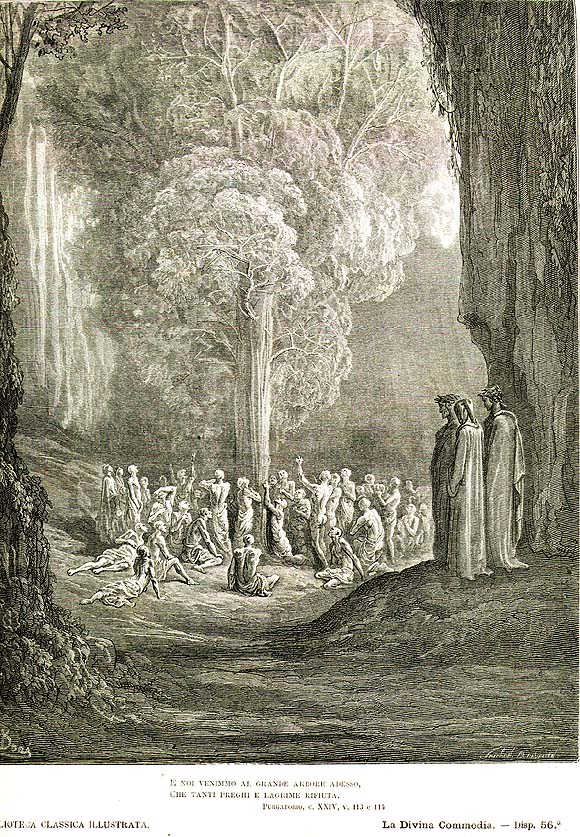
Immagine di un purgatorio non infuocato (Gustave Doré: illustrazione del ‘’Purgatorio’’di Dante, Canto 24)

La nozione del purgatorio ha radici che risalgono all'antichità. Una sorta di protopurgatorio chiamato l'Ade celeste appare negli scritti di Platone ed Eraclide Pontico, fra i molti altri scrittori pagani. Questo concetto si distingue dall'Ade degli inferi descritto nelle opere di Omero ed Esiodo. Al contrario, l'Ade celeste era inteso come un luogo intermedio dove le anime trascorrevano un tempo determinato dopo la morte prima di passare a un livello superiore di esistenza o di reincarnarsi di nuovo sulla terra. La sua posizione esatta variava da autore ad autore. Eraclide del Ponto pensava che fosse nella Via Lattea; gli accademici, gli stoici, Cicerone, Virgilio, Plutarco, gli scritti ermetici lo collocavano tra la Luna e la Terra o attorno alla Luna; mentre Numenio e i neoplatonici latini pensavano che si trovasse tra la sfera delle stelle fisse e la Terra.
Negli ultimi secoli antecedenti la nascita di Cristo, lo stato intermedio è entrato nel pensiero religioso ebraico, forse sotto l'influenza del pensiero ellenistico. Fra i Maccabei troviamo la pratica della preghiera per i defunti in vista della loro purificazione dopo la vita, pratica accettata da alcuni cristiani. La stessa pratica appare in altre tradizioni, come la pratica buddhista cinese medievale di fare offerte in favore dei morti, che si dice subiscano numerose prove. Tra le altre ragioni, l'insegnamento cattolico del Purgatorio si basa sulla pratica precristiana (giudaica) della preghiera per i morti.
Descrizioni e dottrina sul purgatorio si sono sviluppate nel corso dei secoli. I cristiani cattolici romani che credono nel Purgatorio interpretano passaggi come 2 Maccabei 12:41–46, 2 Timoteo 1:18, Matteo 12:32, Luca 16:19–16:26, Luca 23:43, 1 Corinzi 3 :11–3:15 ed Ebrei 12:29 a sostegno della tesi per la quale sia necessario pregare a favore delle anime del Purgatorio e che queste vivano in uno stato intermedio attivo, immerse in un fuoco purificatore fino al momento del loro ingresso in Paradiso. In particolare, la Tradizione della Chiesa, rifacendosi a certi luoghi della Scrittura, parla di un fuoco purificatore, radicalmente diverso dalla condizione delle anime dannate nell'Inferno.
I primi cristiani non svilupparono convinzioni coerenti e universali sullo stato provvisorio. A poco a poco, i cristiani, specialmente in Occidente, si interessarono alle circostanze dello stato provvisorio tra la propria morte e la futura risurrezione. I cristiani sia dell'est che dell'ovest iniziarono a pregare per i morti in questo stato provvisorio, sebbene i teologi dell'est si fossero astenuti dal definirlo un luogo fisico con un nome proprio e distinto. Agostino d'Ippona operò una distinzione tra il fuoco purificatore che salva e il fuoco eterno che consuma gli impenitenti. Gregorio Magno stabilì un nesso tra la penitenza terrena e la purificazione dopo la morte. La festività di Ognissanti, istituita nel X secolo, rivolse l'attenzione popolare alla condizione delle anime defunte.
Solamente alla fine dell'XI secolo, l'idea del Purgatorio come luogo fisico -al pari del Paradiso e dell'Inferno- divenne parte dell'insegnamento cattolico romano. I teologi medievali conclusero che le punizioni del purgatorio consistessero in un fuoco materiale. La formulazione occidentale del purgatorio si rivelò un punto critico nel Grande Scisma tra Oriente e Occidente. La Chiesa cattolica romana crede che i vivi possano aiutare coloro la cui purificazione dai loro peccati non è ancora completata non solo pregando per loro, ma anche ottenendo indulgenze per loro come atto di intercessione.
Nel tardo Medioevo, ciò diede luogo allo scandalo delle indulgenze per la ricostruzione della Basilica di San Pietro a Roma. Questi abusi furono uno dei fattori che portarono alla Riforma protestante. La maggior parte delle religioni protestanti rifiutava l'idea del purgatorio poiché era in conflitto con la teologia protestante della "Salvezza per sola grazia" (Efesini 2:4–9). Il canone biblico di Lutero escludeva i libri deuterocanonici. I teologi cattolici moderni hanno ammorbidito gli aspetti punitivi del purgatorio ed enfatizzato invece la disponibilità dei morti a sottoporsi alla purificazione come preparazione alla felicità del cielo.
Lo studioso anglicano inglese John Henry Newman sostenne, in un libro che scrisse prima di diventare cattolico, che l'essenza della dottrina sul purgatorio è individuabile nella tradizione antica e che la coerenza fondamentale di tali credenze è la prova che il cristianesimo è stato «dato a noi dal cielo fin dalle origini».

## Antichità cristiana

### Preghiera per i morti

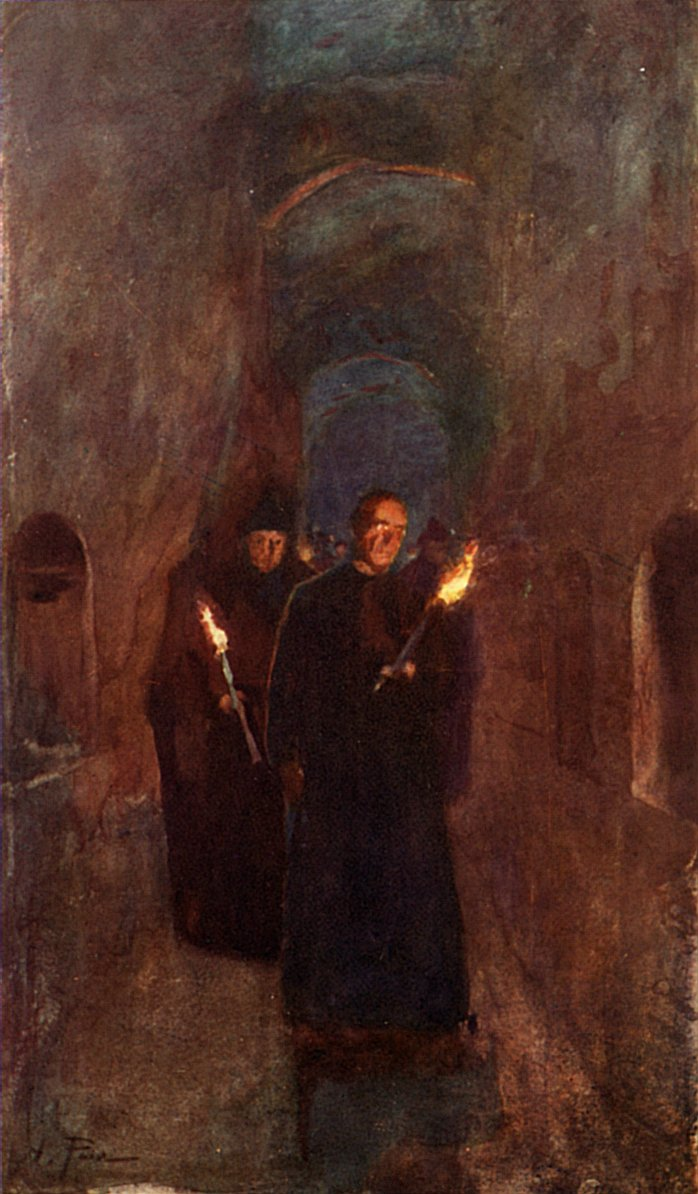
Una processione nelle Catacombe di San Callisto, a Roma. Le catacombe contengono iscrizioni che sono spesso preghiere per i morti.

Le preghiere per i morti erano note all'antica pratica ebraica ed è stato ipotizzato che il cristianesimo possa averle ereditate dalla tradizione kaddish. Nel cristianesimo la preghiera per i defunti è attestata almeno dal II secolo, testimoniata in parte dall'iscrizione tombale di Abercio, vescovo di Ierapoli di Frigia (200 d.C.). La celebrazione dell'Eucaristia per i defunti è attestata almeno dal III secolo.

### Purificazione dopo la morte
Esempi specifici di fede nella purificazione dopo la morte e di comunione dei vivi con i morti attraverso la preghiera si trovano in molti padri della Chiesa. sant'Ireneo (c. 130-202) menziona una dimora dove le anime dei morti sono rimaste fino al giudizio universale, processo che è stato descritto come un processo che "contiene il concetto di... purgatorio". Sia Clemente d'Alessandria c. 150-215) che il suo allievo Origene (c. 185-254) svilupparono una visione della purificazione dopo la morte; questo punto di vista si basava sull'idea che il fuoco è uno strumento divino fin dall’Antico Testamento, e che esso sia compreo nel contesto degli insegnamenti del Nuovo Testamento, come il Battesimo di fuoco e la prova purificatoria dopo la morte di cui parla san Paolo. Origene, argomentando contro il sonno dell'anima, affermò che le anime degli eletti entravano immediatamente in paradiso a meno che non fossero ancora purificate, nel qual caso passavano in uno stato di punizione, la pena di un fuoco, che è da intendere come luogo di purificazione Per entrambi, il fuoco non era né un’entità materiale né una metafora, bensì un “fuoco spirituale”.
Secondo Tertulliano, esiste una purificazione dopo la morte: mentre le anime dei martiri entrano subito nella beatitudine eterna, i morti entrano a far parte di un generico regno dei defunti. Qui i peccatori sperimentano un assaggio delle loro punizioni eterne, mentre i buoni vedono vari stadi e luoghi della beatitudine dove “l’idea di un Purgatorio si trova quasi implicitamente”, un’idea rappresentativa di un punto di vista ampiamente diffuso nell’antichità.
Elaborazioni successive sono presenti in: san Cipriano, san Giovanni Crisostomo (c. 347-407) e sant'Agostino d'Ippona (354-430).

### Stato intermedio
La nozione cristiana di uno stato provvisorio delle anime dopo la morte si sviluppò solo gradualmente. Ciò potrebbe essere in parte dovuto al fatto che fu di scarso interesse finché i cristiani cercavano una fine imminente del mondo. La Chiesa orientale giunse ad ammettere l'esistenza di uno stato intermedio, ma si astenne dal definirlo, pur mantenendo la fede nella preghiera per i morti che era una caratteristica costante delle liturgie sia orientali che occidentali, e che risulta incomprensibile senza la fede in uno stato provvisorio in cui i morti possono trarne beneficio. I cristiani in Occidente hanno mostrato molta più curiosità per questo stato provvisorio rispetto a quelli in Oriente: La passione dei santi Perpetua e Felicita e le osservazioni occasionali di sant'Agostino danno espressione alla loro convinzione che i peccati possono essere purificati dalla sofferenza nell'aldilà e che il processo può essere accelerato mediante la preghiera.
All'inizio del V secolo, Agostino parlò del dolore causato dal fuoco del purgatorio come più grave di qualsiasi cosa un uomo possa soffrire in questa vita. E Gregorio Magno disse che per coloro che dopo questa vita «espieranno le loro colpe con le fiamme del purgatorio...il dolore sarà più intollerabile di quanto nessuno possa soffrire in questa vita».

## Alto Medioevo

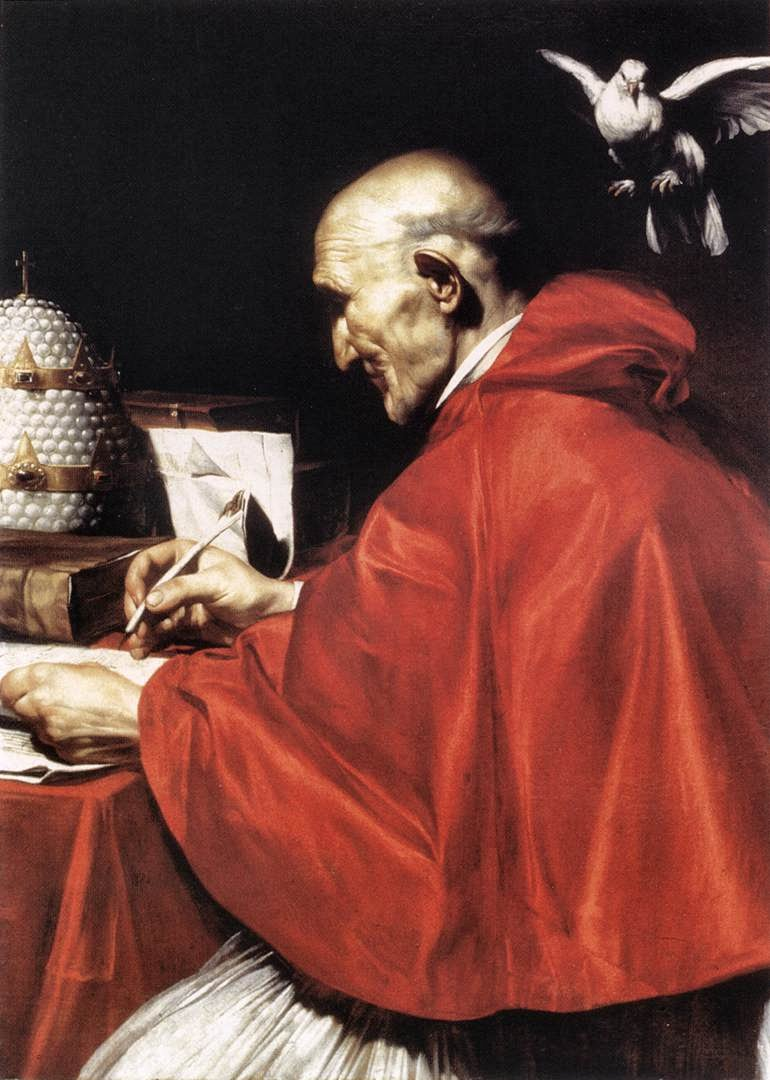
Gregorio Magno con una colomba che vola intorno alla sua spalla mentre il Pontefice sta scrivendo le proprie omelie (antica tradizione riguardo al santo).

Durante l'Alto Medioevo la dottrina della purificazione finale sviluppò caratteristiche distintive nell'Occidente di lingua latina, che differivano dagli sviluppi nell'Oriente di lingua greca.

### Gregorio Magno
I Dialoghi di papa Gregorio Magno, scritti alla fine del VI secolo, evidenziano uno sviluppo nella comprensione dell'aldilà caratteristico della direzione che avrebbe assunto la cristianità latina:
(Gregorio Magno, Dialoghi, 4.)

### Visioni del Purgatorio
Le visioni del purgatorio abbondavano; Beda (morto nel 735) menzionò una visione di un bel cielo e di un lurido inferno con adiacenti dimore temporanee,, così come fece san Bonifacio (morto nel 754). Nel VII secolo, l'abate irlandese san Furseo descrisse la sua pregustazione dell'aldilà, dove, pur protetto dagli angeli, fu perseguitato da demoni che dicevano: «Non conviene che goda indenne la vita beata..., perché ogni trasgressione che non è epurata sulla terra deve essere vendicato in cielo», e al suo ritorno fu avvolto da un fuoco gonfio che minacciava di bruciarlo, «perché distende ciascuno secondo i suoi meriti... Perché come il corpo arde per desiderio illegittimo, così l'anima brucia, come punizione legittima e dovuta per ogni peccato».

### Altri scrittori influenti
Altri che hanno esposto il purgatorio includono Aimone (morto nell'853), Rabano Mauro ( c. 780 - 856) e Valafrido Strabone ( c. 808 - 849).

## Basso Medioevo

### Scisma est-ovest
Nel 1054 il Vescovo di Roma e quello di Costantinopoli (seguito dagli altri tre patriarchi d'Oriente di lingua greca) si scomunicarono a vicenda, innescando lo scisma fra est e ovest della Chiesa romana. Lo scisma portò alla separazione delle chiese ortodosse orientali da quelle cattoliche occidentali. In Occidente, continuò a svilupparsi la comprensione della purificazione attraverso il fuoco nello stato intermedio.

### Festa di tutti i morti
La Chiesa ortodossa orientale celebra molteplici giorni dei defunti durante l'anno, mentre in Occidente si celebra solo una di queste commemorazioni annuali. L'istituzione di questa festività alla fine del X secolo contribuì a focalizzare l'immaginazione popolare sul destino dei defunti e promosse un senso di solidarietà tra i vivi e i morti. Poi, nel XII secolo, l'elaborazione della teologia della penitenza contribuì a creare una nozione di purgatorio come luogo di completamento delle penitenze incompiute in questa vita.

### XII secolo
Nel XII secolo il processo di purificazione aveva acquisito il nome latino, "purgatorium", dal verbo latino ‘’purgare’’ (purificare).

### "Nascita del purgatorio"
Secondo il medievista Jacques Le Goff, la concezione del purgatorio come luogo fisico, anziché come semplice stato, ebbe luogo tra il 1170 e il 1200. Le Goff riconosceva che la nozione di purificazione dopo la morte, senza la nozione medievale di luogo fisico, esisteva nell'antichità, sostenendo specificamente che Clemente d'Alessandria e il suo allievo Origene d'Alessandria, derivavano la loro visione da una combinazione di insegnamenti biblici, sebbene fossero ancora vaghi i concetti di purificazione e punizione mediante il fuoco precedenti al cristianesimo. (cfr. Gehenna) Per Le Goff, Pietro Lombardo (m. 1160), nell'esporre gli insegnamenti di sant'Agostino e Gregorio Magno, aveva contribuito in modo significativo alla nascita del Purgatorio, inteso come luogo fisico.
Sebbene l'idea del purgatorio come processo di purificazione risalisse al primo cristianesimo, il XII secolo fu il periodo d'oro delle narrazioni medievali sui viaggi nell'altro mondo, quali: l'irlandese ‘’Visio Tnugdali’’ e il Purgatorio di San Patrizio, un ingresso simile a una grotta al purgatorio su una remota isola irlandese. La leggenda del Purgatorio di San Patrizio (Tractatus de Purgatorio Sancti Patricii) scritta in quel secolo da Ugo di Saltry, noto anche come Enrico di Sawtry, era "parte di un vasto e ripetitivo genere letterario contemporaneo di cui la [forma] più familiare oggi è quella di Dante”. Altre leggende localizzavano l'ingresso del Purgatorio in luoghi come una grotta sul vulcano Etna in Sicilia. Si diffuse così a livello popolare l'idea del purgatorio come luogo fisico, difesa anche da alcuni teologi.

### Tommaso d’Aquino
A Tommaso d'Aquino viene attribuita quella che è stata chiamata la formulazione classica della dottrina del purgatorio, cioè il mezzo mediante il quale si espia ogni colpa non perdonata dei peccati veniali e si sopporta la punizione per ogni specie di peccati. Tale dottrina è descritta nei Supplementi relativi alla parte incompiuta della Summa Theologiae. Secondo Tommaso d'Aquino e gli altri scolastici, i morti del purgatorio stanno in pace perché sono sicuri della salvezza, e possono essere aiutati dalle preghiere dei fedeli e soprattutto dall'offerta dell'Eucaristia, perché fanno ancora parte della Comunione dei Santi, da cui sono esclusi solo le anime dell'Inferno o del Limbo.

### Secondo Concilio di Lione
Al secondo Concilio di Lione del 1274, la Chiesa cattolica definì per la prima volta il suo insegnamento sul purgatorio, in due punti:
1. alcune anime si purificano dopo la morte;
2. tali anime beneficiano delle preghiere e dei pii doveri che i vivi fanno per loro.

Il Concilio dichiarò:
(Denzinger, 856)

## Tardo Medioevo
Attraverso la teologia, la letteratura e le indulgenze, il purgatorio divenne centrale nella religione tardomedievale e venne associato alle indulgenze e ad altre pratiche penitenziali, come il digiuno. Ciò fu un ulteriore passo nello sviluppo di questa dottrina.

## Storia successiva

### Relazioni greco-latine

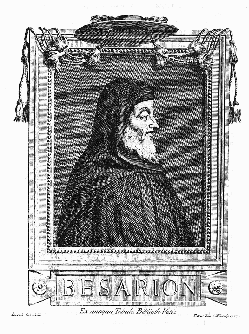
Basilio Bessarione (c. 1403-1472), Patriarca latino di Costantinopoli.

La Chiesa ortodossa orientale sostiene che "esiste uno stato oltre la morte nel quale i credenti continuano a essere perfezionati e condotti alla piena divinizzazione". Ma nel XV secolo, al Concilio di Firenze, le autorità della Chiesa ortodossa orientale sostennero che alcuni aspetti della concezione del Purgatorio della Chiesa latina erano uno dei principali elementi di differenziazione fra le due chiese. I cristiani orientali si opponevano soprattutto alla distinzione giuridica fra colpa e pena e al fatto che il fuoco del purgatorio fosse fuoco materiale. I decreti del Concilio, che non contenevano alcun riferimento al fuoco e, che non usavano la parola "purgatorio" (‘’"purgatorium"’’), facevano riferimento solo ai "dolori di purificazione" (in latino: poenis purgatoriis) «furono respinti all'epoca dalle Chiese orientali, ma costituirono la base su cui alcune comunità orientali furono successivamente accolte in piena comunione con la Chiesa cattolica romana».. Al medesimo concilio, il metropolita greco Bessarione si oppose all'esistenza di un vero fuoco del Purgatorio. Nell'effettuare la piena comunione tra la Chiesa cattolica romana e la Chiesa greco-cattolica ucraina per tramite dell'Unione di Brest (nel 1595), i due concordarono: «Non discuteremo sul Purgatorio, ma ci affidiamo all'insegnamento della Santa Chiesa». Inoltre, il Concilio di Trento, nella sua discussione sul purgatorio, incaricò i vescovi di non predicare su tali "questioni difficili e sottili"

### Riforma protestante
Durante la Riforma protestante, alcuni teologi svilupparono una visione della salvezza (soteriologia) che escludeva il purgatorio. Ciò fu in parte il risultato di un cambiamento dottrinale in materia di giustificazione e santificazione da parte dei riformatori. Nella teologia cattolica si è resi giusti per una progressiva infusione della grazia divina accolta mediante la fede e alla quale si collabora mediante le buone opere; tuttavia, nella dottrina di Martin Lutero, giustificazione significava piuttosto "la dichiarazione di essere giusto", dove Dio imputa i meriti di Cristo a colui che rimane privo di merito inerente. In questo processo, le buone opere compiute nella fede (cioè attraverso la penitenza) sono più un sottoprodotto non essenziale che non contribuisce in alcun modo al proprio stato di rettitudine; quindi, nella teologia protestante, il "diventare perfetto" veniva inteso come un atto istantaneo di Dio e non un processo o un cammino di purificazione che continua nell'aldilà.

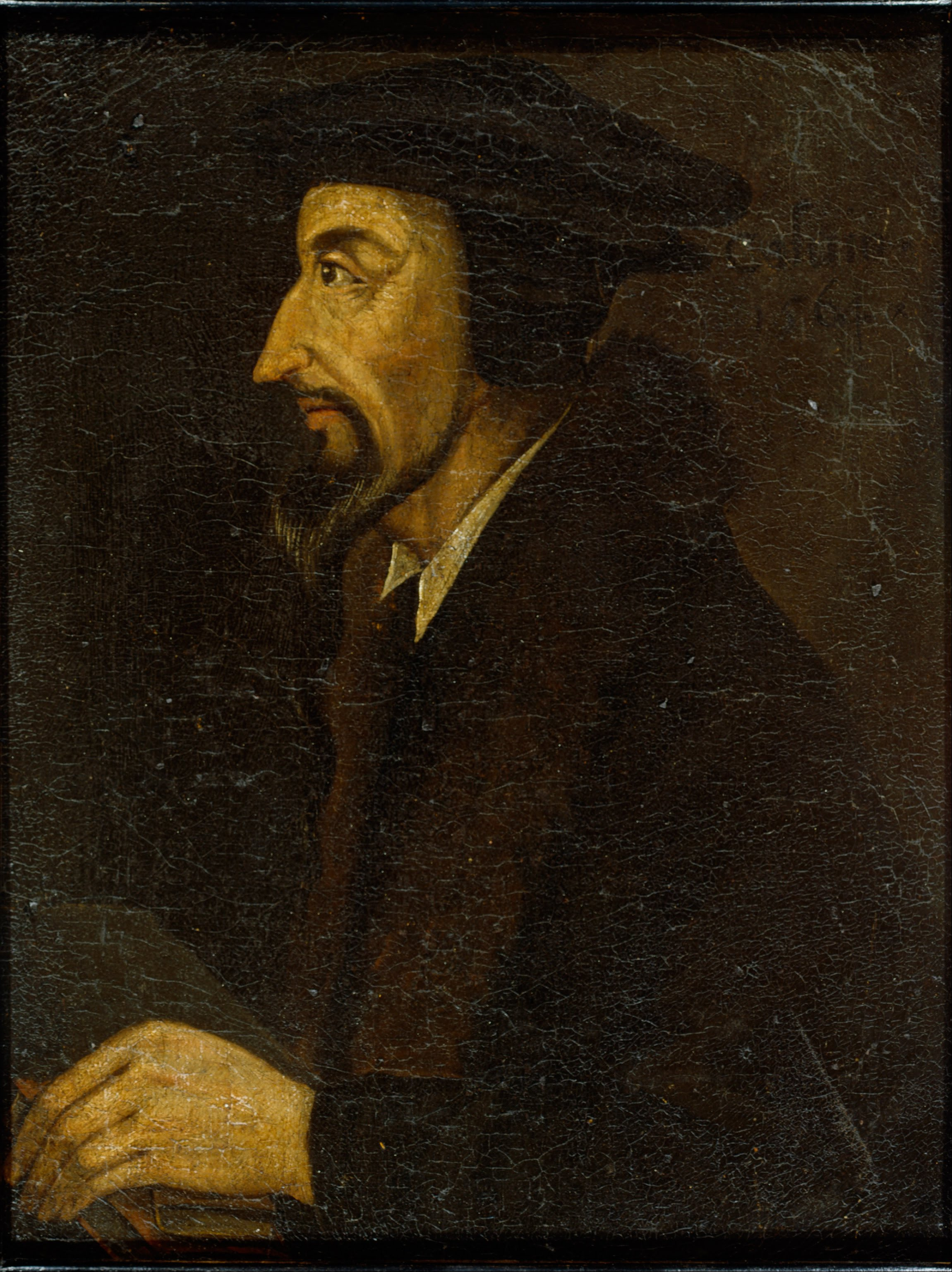
Giovanni Calvino, autore anonimo della Scuola Britannica, 1564

Pertanto, la soteriologia protestante ha sviluppato l'idea che ciascuno degli eletti (salvati) abbia sperimentato la glorificazione istantanea alla morte. In quanto tale, c'erano poche ragioni per pregare per i morti. Lutero ha scritto nella domanda n. 211 nel suo piccolo catechismo ampliato: "Dovremmo pregare per noi stessi e per tutte le altre persone, anche per i nostri nemici, ma non per le anime dei morti". Lutero, dopo aver smesso di credere nel purgatorio intorno al 1530, affermò apertamente la dottrina del sonno dell'anima. Il purgatorio finì per essere visto come una delle "corruzioni non bibliche" che erano entrate negli insegnamenti della Chiesa qualche tempo dopo l'età apostolica. Quindi, i trentanove articoli della Chiesa d'Inghilterra prodotti durante la Riforma inglese affermarono: "La dottrina romana sul Purgatorio ... è una carineria inventata invano e priva di qualsiasi fondamento sicuro nella Scrittura; quanto piuttosto ripugnante per la parola di Dio" (articolo 22). 
Allo stesso modo, Giovanni Calvino, teologo di riferimento del protestantesimo riformato, considerava il purgatorio una superstizione, a proposito del quale scriveva nei suoi ‘’Istituti’’ (5,10): «Antica la dottrina del purgatorio, ma confutata da un più antico Apostolo. Non sostenuta da antichi scrittori, né dalla Scrittura, né da solide argomentazioni. Introdotta da una consuetudine e da uno zelo non debitamente regolato dalla parola di Dio... dobbiamo ritenere dalla parola di Dio, che rifiuta questa finzione». In generale, questa posizione rimane indicativa del credo protestante oggi, con la notevole eccezione di alcuni anglo-cattolici, come la Guild of All Souls, che si descrivono come riformati e cattolici (e specificamente non protestanti) e che credono nel Purgatorio.
In risposta ai critici della Riforma protestante, il Concilio di Trento riaffermò l’insegnamento sul Purgatorio come era già stato sancito dal Secondo Concilio di Lione, limitandosi ai concetti di purificazione dopo la morte e di efficacia della preghiera per i morti. Il Concilio di Trento affermò semplicemente l'esistenza del Purgatorio e il grande valore di pregare per i defunti, ma istruiva severamente i predicatori a non spingersi oltre e distrarre, confondere e fuorviare i fedeli con inutili speculazioni sulla natura e sulla durata delle punizioni del Purgatorio. Vietava così la presentazione come insegnamento della Chiesa dell'elaborata speculazione medievale che si era sviluppata intorno al concetto di Purgatorio.
L'apologista anglicano CS Lewis ha fornito un esempio di questa speculazione, che ha interpretato come ciò che i Trentanove articoli della Chiesa d'Inghilterra intendevano per "la dottrina romana sul Purgatorio", vale a dire la rappresentazione dello stato del purgatorio come un mero inferno temporaneo con orribili diavoli che tormentano le anime. L'etimologia della parola "purgatorio", ha rimarcato, indica una purificazione, non semplicemente una punizione retributiva. Lewis ha dichiarato la sua fede personale nel purgatorio come un processo di purificazione dopo la morte.
Le speculazioni successive includono l'idea propugnata dai santi Roberto Bellarmino e Alfonso Maria de' Liguori di chiedere le preghiere delle anime del Purgatorio, idea non accolta favorevolmente da tutti i teologi. San Francesco di Sales affermò che in Filippesi 2,10 l’espressione "sotto terra" si riferiva alla genuflessione di coloro che sono nel Purgatorio, poiché non poteva applicarsi a quanti vivono nell'Inferno.
Frederick William Faber riferì rivelazioni private da parte di anime che «attendono la loro purificazione nell'aria, o presso le loro tombe, o presso gli altari dov'è il Santissimo Sacramento, o nelle stanze di coloro che pregano per loro, o tra le scene della loro antica vanità e frivolezza».